# قائمة البعثات الدبلوماسية في بنين

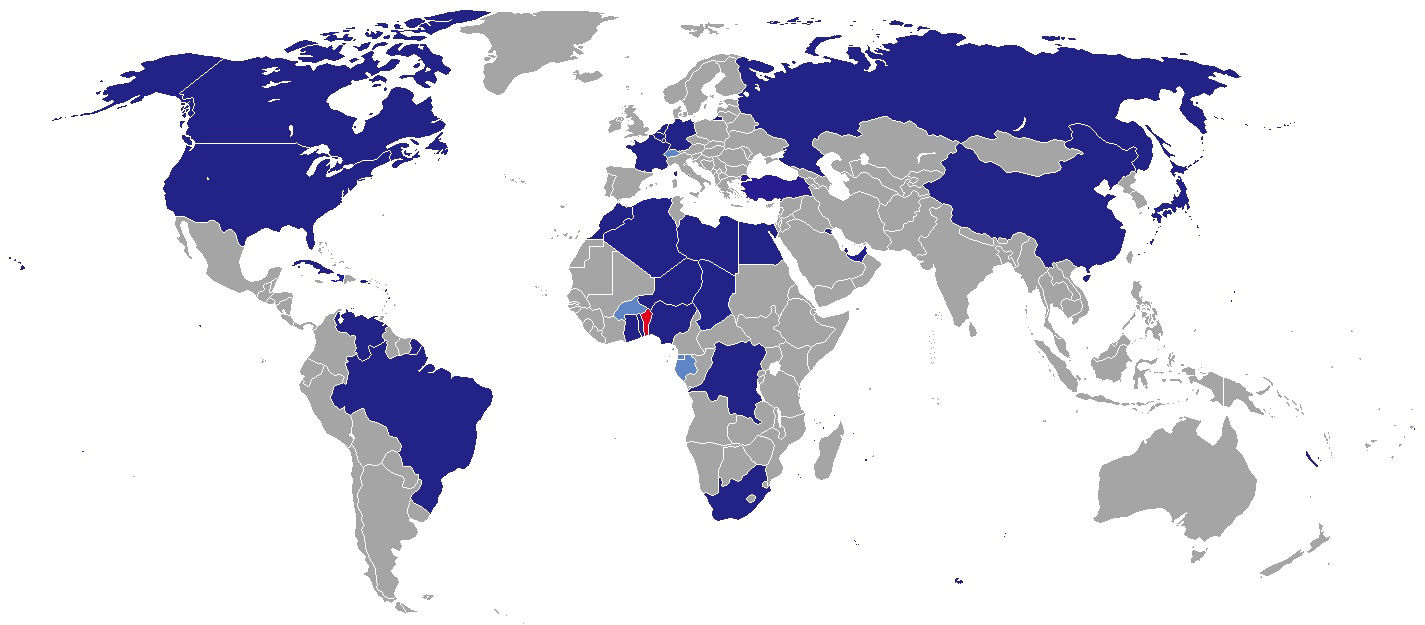
البعثات الدبلوماسية في بنين

هذه قائمة البعثات الدبلوماسية في بنين . في الوقت الحاضر ، تستضيف العاصمة كوتونو 26 سفارة.

## السفارات
كوتونو
- الجزائر
- بلجيكا
- البرازيل
- الصين
- كوبا
- جمهورية الكونغو الديمقراطية
- مصر
- غينيا الاستوائية
- فرنسا
- ألمانيا
- {{غانا}
- الكرسي الرسولي
- اليابان
- الكويت
- ليبيا
- المغرب
- هولندا
- النيجر
- نيجيريا
- قطر
- روسيا
- جنوب إفريقيا
- فرسان مالطا
- تركيا
- الولايات المتحدة
- فنزويلا

## البعثات
- الاتحاد الأوروبي (تفويض)
- سويسرا (مكتب تمثيلي)

## مكاتب السفارة
- أنغولا
- توغو

## السفارات غير المقيمة
في أبوجا، نيجيريا باستثناء ما هو مذكور.
- أنغولا
- الأرجنتين[1]
- أستراليا[2]
- أستراليا[3]
- بلجيكا[4]
- بلغاريا
- بروناي (باريس)
- جمهورية إفريقيا الوسطى
- كوستاريكا (باريس)
- الكاميرون[5]
- كندا (أبيدجان)[6]
- كرواتيا (باريس)[7]
- جمهورية التشيك
- تشاد
- دنمارك (واغادوغو)[8]
- الإكوادور (باريس)
- فنلندا[9]
- ولايات ميكرونيسيا المتحدة (نيويورك)
- اليونان[10]
- هايتي (باريس)
- هنغاريا
- هندوراس (باريس)
- الهند (لاغوس)[11]
- إندونيسيا[12]
- Italy[13]
- إسرائيل (أبيدجان)[14]
- الأردن (الجزائر (مدينة))
- كينيا
- جزر المالديف (لندن)
- مالي (أكرا)[15]
- مالطا (فاليتا)
- ماليزيا
- المكسيك[16]
- Norway[17]
- نيكاراغوا (باريس)
- عُمان (الجزائر (مدينة))
- برتغال[18]
- الفلبين
- فلسطين[19]
- باراغواي (القاهرة)[20]
- بولندا[21]
- بنما (باريس)
- رومانيا[22]
- صربيا (نيويورك)[23]
- سلوفاكيا[24]
- أسبانيا[25]
- السويد[26]
- تايلاند
- تنزانيا[27]
- توفالو (نيويورك)
- أوكرانيا[28]
- الإمارات العربية المتحدة
- United Kingdom[29]
- أوزبكستان (باريس)
- فيتنام (الرباط)